# Lista de filmes com temática LGBT de 2009
Esta é uma lista de filmes que contém personagens e/ou temática lésbica, gay, bissexual, ou transgênera lançados em 2009.
| Título                                                               | Diretor                               | País                                  | Gênero                          | Elenco | Anotações |
| -------------------------------------------------------------------- | ------------------------------------- | ------------------------------------- | ------------------------------- | --- | --- |
| 44 Inch Chest                                                        | Malcolm Venville                      | Reino Unido                           | Crime, Drama, Comédia           | Ray Winstone, John Hurt, Ian McShane, Tom Wilkinson, Joanne Whalley, Melvil Poupaud                                     | trad. Código de Sangue Com a ajuda de seus amigos, um vendedor de carros rapta o amante de sua esposa para se vingar                                               |
| 9:06                                                                 | Igor Šterk                            | Eslovênia                             | Drama, Suspense                 | Igor Samobor, Silva Čušin, Labina Mitevska, Pavle Ravnohrib, Gregor Bakovič, Jana Zupančič                              | Um inspetor policial investiga um suicídio incomum |
| Aaron… Albeit a Sex Hero                                             | Paul Bright                           | EUA                                   | Ação, Comédia, Suspense         | Matthew Burnett, Rafiel Soto                                                                                            | [ 2 ] |
| Adopción                                                             | David Lipszyc                         | Argentina                             | Drama                           | Ignacio Monná, Ricardo González, Franco Gross, José María Regueira, María Susana De Señas, Eva Gibertí                  | Um casal gay adota um menino de passado misterioso e tentam desvendar a identidade real de seu filho                                                               |
| All You Need Is Love - Meine Schwiegertochter ist ein Mann           | Edzard Onneken                        | Alemanha                              | Comédia, Romance                | Saskia Vester, Jürgen Tonkel, Andreas Helgi Schmid, Jenny Elvers-Elbertzhagen, Manuel Witting, Franziska Taub           | Um homem retorna à sua cidade natal para casar, mas sua família não suspeitava que seria com outro homem                                                           |
| Amanda                                                               | Steve Marra                           | EUA                                   | Comédia, Romance, Drama         | Ariana Dubynin, Randy Ryan                                                                                              | Um executivo de sucesso conhece a mulher de seus sonhos, mas descobre seu passado secreto                                                                          |
| Amsterdam                                                            | Ivo van Hove                          | Países Baixos                         | Crime, Drama                    | Ilias Addab, Katja Herbers, Aus Greidanus Jr., Ward Weemhoff, Renée Fokker, Omar Metwally                               | Segue as histórias de um rico casal americano, um casal gay francês, uma família alemã trabalhadora, e dois irmãos marroquinos em Amsterdã                         |
| And Then Came Lola                                                   | Ellen Seidler, Megan Siler            | EUA                                   | Comédia, Drama                  | Ashleigh Sumner, Jill Bennett, Cathy DeBuono, Jessica Graham, Angelyna Martinez, Candy Tolentino                        | trad. E Então Veio Lola Uma fotógrafa distraída pode perder sua chance para o sucesso e sua namorada se não chegar à uma reunião à tempo                           |
| Ander                                                                | Roberto Castón                        | Espanha                               | Drama, Romance                  | Eriz Alberdi, Josean Bengoetxea, Christian Esquivel, Jose Kruz Gurrutxaga                                               | trad. Ander - Quando o Amor Brota no Campo Um fazendeiro basco se apaixona pelo jovem peruano que ele contrata para ajudar na fazenda                              |
| Assume Nothing                                                       | Kirsty MacDonald                      | Nova Zelândia                         | Documentário                    | Yuki Kihara, Rebecca Swan, Mani Mitchell                                                                                | Mostra a arte e as performances de quatro artistas que não se prendem ao gênero binário                                                                            |
| Astig                                                                | G.B. Sampedro                         | Filipinas                             | Drama, Ação                     | Dennis Trillo, Sid Lucero, Glaiza de Castro, Arnold Reyes, Edgar Allan Guzman, Rustica Carpio                           | As histórias de quatro homens se encontram em Manila |
| Awaydays                                                             | Pat Holden                            | Reino Unido                           | Drama                           | Stephen Graham, Nicky Bell, Liam Boyle, Oliver Lee, Lee Battle, Holliday Grainger                                       | [ 11 ] |
| The Band                                                             | Anna Brownfield                       | Austrália                             | Comédia                         | Amy Cater, Rupert Owen, Jimstar, Butch Midway, Anthea Eaton                                                             | Uma roqueira decida substituir seu ex-namorado quando este sai de sua banda                                                                                        |
| Bandaged                                                             | Maria Beatty                          | Alemanha                              | Suspense, Drama, Ação           | Janna Lisa Dombrowsky, Martine Erhel, Hans Piesbergen, Stefan Dickfeld, Gisela Meinke, Sebastian Ellrich                | Uma jovem presa por seu pai em uma mansão fica desfigurada por uma tentativa de suicídio e acaba se apaixonando pela enfermeira que cuida dela                     |
| Bayaw                                                                | Monti Parungao                        | Filipinas                             | Drama                           | Paolo Rivero, Janvier Daily, Andrew Miguel                                                                              | Um ex-policial foge da lei com seu cunhado após acidentalmente matar sua esposa                                                                                    |
| Be Mine                                                              | Steven Vasquez, Dave Padilla          | EUA                                   | Comédia, Romance                | Kendra Thomas, Dan Selon, Jared Welch, Jessica Ream, Tristan Scott, Ryan Bauer                                          | Um homem gay prestes a se casar relembra dos dias onde ele esperava pelo homem certo                                                                               |
| Les beaux gosses                                                     | Riad Sattouf                          | França                                | Comédia                         | Vincent Lacoste, Anthony Sonigo, Alice Trémolières                                                                      | |
| Behaving Badly                                                       | Juan Drago                            | EUA                                   | Drama, Comédia                  | Silvia Suvadová, Nicolas Porcelli, Natalie Miston, Todd Johnson, Olivia Cuartero-Briggs                                 | Um jovem casal lidam com problemas de confiança e fidelidade dias antes de seu casamento                                                                           |
| Berdella                                                             | Paul South, William Taft              | EUA                                   | Crime, Terror                   | Seth Correa, Steve Williams, Marc Saleme, Vito Spino, Elmer Parker                                                      | Baseado nos crimes do serial killer Robert Berdella |
| Berlin 36                                                            | Kaspar Heidelbach                     | Alemanha                              | Biográfico, Drama, Histórico    | Karoline Herfurth, Sebastian Urzendowsky, Axel Prahl, Robert Gallinowski, Thomas Thieme, Johann von Bülow               | |
| Beyond Gay: The Politics of Pride                                    | Bob Christie                          | Canadá                                | Documentário                    | Gilbert Baker, Sahran Abeysundara, Tomasz Baczkowski, Dean Nelson, Libby Davies, Fatima Amarshi                         | Segue Ken Coolen, presidente da Vancouver Pride Society, em vários eventos de orgulho LGBT internacionais                                                          |
| The Big Gay Musical                                                  | Casper Andreas, Fred M. Caruso        | EUA                                   | Musical                         | Lena Hall, Daniel Robinson, Joey Dudding, Jeff Metzler, Michael Schiffman                                               | [ 19 ] |
| Big Night                                                            | Bong Ramos                            | Fiipinas                              | Drama                           | J.C. Parker, Jordan Herrera, Marco Morales, Althea Vega, Sofia Lee, Lorraine Lopez                                      | Um grupo de prostitutos e prostitutas se preparam para um grande evento em uma boate suspeita                                                                      |
| Bitch Slap                                                           | Rick Jacobson                         | EUA                                   | Ação                            | Julia Voth, Erin Cummings, America Olivo, Michael Hurst, Ron Melende, Lucy Lawless                                      | |
| Biyaheng lupa                                                        | Armando Lao                           | Filipinas                             | Drama                           | Jaclyn Jose, Julio Diaz, Coco Martin, Angel Aquino, Eugene Domingo, Susan Africa                                        | Um ônibus indo até o interior leva passageiros de vivências diversas                                                                                               |
| Black Bus (סוררת)                                                    | Anat Yuta Zuria                       | Israel                                | Documentário                    | | Duas mulheres que foram banidas de sua comunidade expõem o fanatismo Haredi                                                                                        |
| Black Rain                                                           | Ron Oliver                            | Canadá                                | Ação, Terror, Ficção Científica | Sara Canning, Richard Ian Cox, Leslie Hope, Alf Humphreys, Levi James, P.J. Prinsloo                                    | Um prodígio científico recluso e três universitários se encontram no meio de uma tempestade tóxica                                                                 |
| Blutsfreundschaft                                                    | Peter Kern                            | Áustria, Alemanha                     | Drama, Suspense                 | Helmut Berger, Harry Lampl, Melanie Kretschmann, Michael Steinocher, Manuel Rubey, Matthias Franz Stein                 | Um jovem se envolve com uma gangue neonazista e conhece um idoso de 80 anos que o acha parecido como um antigo amante                                              |
| La bocca del lupo                                                    | Pietro Marcello                       | Itália                                | Documentário                    | Mary Monaco, Vincenzo Motta                                                                                             | trad. A Boca do Lobo Após 14 anos preso, um homem realizar seu sonho de viver uma vida tranquila com sua parceira trans que conheceu atrás das grades              |
| Bollywood Beats                                                      | Mehul Shah                            | EUA                                   | Comédia                         | Sachin Bhatt, Lillete Dubey, Pooja Kumar, Sarita Joshi, Mehul Shah, Mansi Patel                                         | Um dançarino azarado encontra uma nova vocação ao começar a dar uma aula de dança de Bollywood                                                                     |
| Boogie Woogie                                                        | Duncan Ward                           | Reino Unido                           | Comédia, Drama                  | Gillian Anderson, Alan Cumming, Heather Graham, Christopher Lee, Joanna Lumley, Simon McBurney                          | trad. Trair é uma Arte |
| Boriven nee yu pai tai karn kuk kun (บริเวณนี้อยู่ภายใต้การกักกัน)           | Thunska Pansittivorakul               | Tailândia                             | Documentário                    | Pradit Pradinan, Sathit Sobree                                                                                          | [ 28 ] |
| Boy                                                                  | Auraeus Solito                        | Filipinas                             | Drama                           | Aeious Asin, Aries Pena                                                                                                 | Um jovem poeta se apaixona por um stripper |
| The Boy with the Sun in His Eyes                                     | Todd Verow                            | EUA                                   | Drama                           | Tim Swain, Mahogany Reynolds, Josh Ubaldi, Valentin Plessy, Yann de Monterno, Philly Abe                                | Um jovem americano aceita ser o assistente de uma atriz italiana de filmes de terror B                                                                             |
| Boylets                                                              | Crisaldo Pablo                        | Filipinas                             | Drama                           | Charles Delgado, Joeffrey Javier, Francis Sienes, Siegfried Riosa, Rusty Adonis                                         | Amigos de escola passam seu tempo roubando fios de cobre, apostando em jogos online, e se prostituindo                                                             |
| Broderskab                                                           | Nicolo Donato                         | Dinamarca                             | Drama                           | Thure Lindhardt, David Dencik, Nicolas Bro, Morten Holst, Anders Heinrichsen                                            | |
| The Brotherhood V: Alumni                                            | David Decoteau                        | EUA                                   | Terror                          | Maria Aceves, Preston Davis, Lindsey Landers, Arthur Napiontek, Brett Novek, Nathan Parsons                             | O quinto filme da série de terror homoerótico The Brotherhood |
| Brüno                                                                | Larry Charles                         | EUA                                   | Comédia                         | Sacha Baron Cohen, Harrison Ford, Ron Paul                                                                              | Mocumentário |
| The Butch Factor                                                     | Christopher Hines                     | EUA                                   | Documentário                    | J. Wesley Adams, David Aguilar, H.T. Bennett, Jackson Bowman, Ellen Brin, Junior Buendia                                | Discute o significado da masculinidade na cultura gay |
| Cado dalle nubi                                                      | Gennaro Nunziante                     | Itália                                | Comédia                         | Checco Zalone, Giulia Michelini, Dino Abbrescia, Fabio Troiano, Ivano Marescotti, Raul Cremona                          | Um aspirante a cantor do sul da Itália se muda para Milão e entra em uma competição de música da TV                                                                |
| Campus Crush                                                         | Crisaldo Pablo                        | Filipinas                             | Comédia, Romance, Drama         | Joeffrey Javier, Arjay Carreon, Chamyto Aguedan, Francis Sienes, Casper Vargas, Danilo Lee                              | Dois universitários gays viram alvo de três garotos populares que apostam que conseguem fazer amizade com eles                                                     |
| Catalina: A New Kind of Superhero                                    | Kenneth D. Barker                     | EUA                                   | Ficção Científica               | Anthony James Berowne, Waleed Khalid, Nathan Lubbock-Smith, Laura Martin, George McCluskey                              | Um homem é um advogado durante o dia e uma super-heroína drag durante a noite                                                                                      |
| Chan di chummi                                                       | Khalid Gill                           | Paquistão                             | Documentário                    | | Examina as vidas de pessoas trans na cultura paquistanesa |
| Chi l'ha visto                                                       | Claudia Rorarius                      | Itália                                | Drama                           | Gianni Meurer, Paul Kominek                                                                                             | Um homem precisa embarcar em uma viagem para poder seguir com sua vida                                                                                             |
| Chơi vơi                                                             | Bùi Thạc Chuyên                       | Vietnã                                | Drama, Romance                  | Linh Đan Phạm, Duy Khoa, Do Thi Hai Yen, Johnny Trí Nguyễn, Như Quỳnh                                                   | [ 39 ] |
| Chun feng chen zui de ye wan (春风沉醉的夜晚)                        | Lou Ye                                | China, Hong Kong, França              | Drama                           | Qin Hao, Chen Sicheng, Tan Zhuo, Wu Wei, Jiang Jiaqi, Huang Xuan                                                        | trad. Longa Jornada Noite Adentro Um homem é contratado para espiar o marido de uma mulher e o amante dele                                                         |
| City of Borders                                                      | Yun Suh                               | EUA                                   | Documentário                    | Boody, Ravit Geva, Sa'Ar Netanel, Adam Russo, Samira Saraya                                                             | Entrevista os donos e os patronos palestinos e israelenses de um bar gay de Jerusalém                                                                              |
| The City of Your Final Destination                                   | James Ivory                           | EUA                                   | Drama                           | Anthony Hopkins, Laura Linney, Charlotte Gainsbourg, Hiroyuki Sanada, Omar Metwally, Alexandra Maria Lara               | |
| City Rats                                                            | Steve M Kelly                         | Reino Unido                           | Ação, Drama, Comédia            | Tamer Hassan, Danny Dyer, Ray Panthaki, James Lance, Susan Lynch                                                        | As vidas de oito pessoas sem direção no mundo criminoso de Londres                                                                                                 |
| College Boys Live                                                    | George O’Donnell                      | EUA                                   | Documentário                    | Zac Adams, Jonathan Greer                                                                                               | Três jovens vivem em uma casa coberta de webcams para um site voyeur                                                                                               |
| Il compleanno                                                        | Marco Filiberti                       | Itália                                | Drama                           | Alessandro Gassman, Maria de Medeiros, Massimo Poggio, Michela Cescon, Hristo Jivkov, Thyago Alves                      | trad. O Aniversário de David As férias de um psicanalista casado ficam agitadas quando ele conhece o filho adulto de seu amigo                                     |
| Complices                                                            | Frédéric Mermoud                      | Suíça, França                         | Crime, Romance                  | Gilbert Melki, Emmanuelle Devos, Cyril Descours, Nina Meurisse                                                          | Dois policiais investigam o assassinato de um prostituto de luxo e o relacionamento dele com a namorada                                                            |
| El cónsul de Sodoma                                                  | Sigfrid Monleón                       | Espanha                               | Biográfico, Drama               | Jordi Mollà, Bimba Bosé, Àlex Brendemühl, Josep Linuesa, Isaac de los Reyes, Isabelle Stoffel                           | trad. O Cônsul de Sodoma Sobre o poeta catalão Jaime Gil de Biedma                                                                                                 |
| Contact High                                                         | Michael Glawogger                     | Áustria                               | Comédia                         | Michael Ostrowski, Raimund Wallisch, Detlev Buck, Georg Friedrich, Alexis Santiago Hernandez                            | Segue a vida de quatro homens em Viena |
| The Countess                                                         | Julie Delpy                           | França, Alemanha                      | Drama, Histórico                | Julie Delpy, Daniel Brühl, William Hurt, Anamaria Marinca, Sebastian Blomberg, Adriana Altaras                          | Inspirado na vida e crimes de Isabel Báthory |
| Contracorriente                                                      | Javier Fuentes-León                   | Peru                                  | Drama                           | Cristian Mercado, Manolo Cardona, Tatiana Astengo                                                                       | Um pescador casado tem um caso com um pintor |
| Cracks                                                               | Jordan Scott                          | Reino Unido                           | Suspense, Drama                 | Eva Green, Juno Temple, María Valverde, Imogen Poots, Sinéad Cusack                                                     | trad. Sedução Segue as vidas e relacionamentos de um grupo de meninas estudando em um internato de elite                                                           |
| El cuarto de Leo                                                     | Enrique Buchichio                     | Uruguai, Argentina                    | Drama, Romance                  | Martín Rodríguez, Cecilia Cósero, Gerardo Begérez, Arturo Goetz, Mirella Pascual, Rafael Soliwoda                       | Um jovem começando a aceitar sua sexualidade encontra uma amiga de infância                                                                                        |
| Daniel & Ana                                                         | Michel Franco                         | México                                | Suspense, Drama                 | José María Torre, Marimar Vega, Darío Yazbek Bernal                                                                     | |
| Dare                                                                 | Adam Salky                            | EUA                                   | Drama                           | Emmy Rossum, Zach Gilford, Ashley Springer, Ana Gasteyer, Rooney Mara, Alan Cumming                                     | trad. Dramas Adolescentes Baseado no curta homônimo de 2005 |
| Diagnosing Difference                                                | Annalise Ophelian                     | EUA                                   | Documentário                    | Ryka Aoki, Miss Major Griffin-Gracy, Cecilia Chung, Jeanna Eichenbaum, Yoseñio V. Lewis, Dylan Scholinski               | Examina o impacto da disforia de gênero em pessoas trans ao entrevistar ativistas, pesquisadores, e artistas da comunidade                                         |
| Dirty Mind                                                           | Pieter Van Hees                       | Bélgica                               | Comédia, Ação                   | Wim Helsen, Robbie Cleiren, Kristine Van Pellicom, Peter van den Begin                                                  | Um homem tímido se transforma em um dublê sedutor e corajoso após sofrer um acidente                                                                               |
| The Disappearance of Alice Creed                                     | J Blakeson                            | Reino Unido                           | Suspense                        | Gemma Arterton, Martin Compston, Eddie Marsan                                                                           | trad. O Desaparecimento de Alice Creed |
| Divã                                                                 | José Alvarenga Jr.                    | Brasil                                | Comédia                         | Lília Cabral, José Mayer, Alexandra Richter, Cauã Reymond, Reynaldo Gianecchini, Paulo Gustavo                          | |
| Diverso da chi?                                                      | Umberto Riccioni Carteni              | Itália                                | Comédia, Romance                | Luca Argentero, Claudia Gerini, Filippo Nigro, Francesco Pannofino, Giuseppe Cederna                                    | Um homem abertamente gay decide se candidatar à prefeito de uma cidadezinha conservadora                                                                           |
| Do Começo ao Fim                                                     | Aluizio Abranches                     | Brasil, Argentina                     | Drama                           | Rafael Cardoso, João Gabriel Vasconcellos, Júlia Lemmertz, Fábio Assunção, Jean Pierre Noher                            | |
| Do Paise Ki Dhoop, Chaar Aane Ki Baarish                             | Deepti Naval                          | Índia                                 | Drama                           | Rajit Kapoor, Manisha Koirala, Sanaj Naval                                                                              | Uma prostituta contrata um compositor gay de pouco sucesso para cuidar de seu filho cadeirante                                                                     |
| Domaine                                                              | Patric Chiha                          | França, Áustria                       | Drama                           | Béatrice Dalle, Isaïe Sultan, Alain Libolt, Raphaël Bouvet, Sylvia Rohrer                                               | Centrado no relacionamento entre um adolescente e uma mulher em seus 30 anos                                                                                       |
| Dorian Gray                                                          | Oliver Parker                         | Reino Unido                           | Fantasia, Terror                | Ben Barnes, Colin Firth, Rebecca Hall, Ben Chaplin, Emilia Fox, Rachel Hurd-Wood                                        | Baseado na obra O Retrato de Dorian Grey de Oscar Wilde |
| Drool                                                                | Nancy Kissam                          | EUA                                   | Comédia, Crime, Drama           | Laura Harring, Jill Marie Jones, Oded Fehr, Ashley Duggan Smith, Christopher Newhouse                                   | Uma esposa que sofre abuso planeja escapar de seu marido mas o mata acidentalmente, o que a leva em uma viagem pelo país com seus filhos e a melhor amiga          |
| Dtaew Dte Dteen Ra-Bert (แต๋วเตะตีนระเบิด)                              | Poj Arnon                             | Tailândia                             | Comédia                         | Annie Brooks, Peerawit Bunnag, Sudarat Butrprom, Pimolwan Hoomthongkam, Warapat Petchsatit                              | Uma escola de meninas admite meninos pela primeira vez para poderem ter um time de futebol masculino                                                               |
| Duas Mulheres                                                        | João Mário Grilo                      | Portugal                              | Drama                           | Beatriz Batarda, Débora Monteiro, Virgilio Castelo                                                                      | |
| Dzi Croquettes                                                       | Tatiana Issa, Raphael Alvarez         | Brasil                                | Documentário                    | Cláudia Raia, Miguel Falabella, Liza Minnelli, Gilberto Gil, Marília Pêra, Norma Bengell                                | Sobre o grupo de teatro e dança homônimo |
| Easier with Practice                                                 | Kyle Patrick Alvarez                  | EUA                                   | Drama, Romance                  | Brian Geraghty, Kel O'Neill, Marguerite Moreau, Jeanette Brox, Jenna Gavigan, Katie Aselton                             | [ 59 ] |
| Eating Out: All You Can Eat                                          | Glenn Gaylord                         | EUA                                   | Comédia, Romance                | Rebekah Kochan, Daniel Skelton, Chris Salvatore, Michael E.R. Walker, Julia Cho, John Stallings                         | trad. Comendo Pelas Bordas 3 Terceiro filme da série começada por Eating Out                                                                                       |
| Edie & Thea: A Very Long Engagement                                  | Susan Muska, Gréta Ólafsdóttir        | EUA                                   | Documentário                    | Edith Windsor, Thea Spyer                                                                                               | Sobre o relacionamento entre Edie Windsor e Thea Spyer, desde seu primeiro encontro em 1963                                                                        |
| Einayim Petukhoth                                                    | Haim Tabakman                         | Israel, Alemanha, França              | Drama                           | Ran Danker, Zohar Strauss, Ravit Rozen Tinkerbell, Tzahi Grad, Avi Grayinik                                             | |
| Eloïse                                                               | Jesús Garay                           | Espanha                               | Drama, Romance                  | Diana Gómez, Ariadna Cabrol, Laura Conejero, Bernat Saumell                                                             | Uma jovem descobre sua sexualidade e se apaixona por uma artista                                                                                                   |
| Eltitkolt évek                                                       | Mária Takács                          | Hungria                               | Documentário                    | Mari Ban, Csilla Biro, Agata Gordon, Ilona Gal, Magdi Hidasi, Marta Kis                                                 | 11 mulheres húngaras falam sobre os anos onde tiveram que esconder sua sexualidade                                                                                 |
| An Englishman in New York                                            | Richard Laxton                        | Reino Unido                           | Biográfico, Drama               | John Hurt, Denis O'Hare, Jonathan Tucker, Swoosie Kurtz, Cynthia Nixon                                                  | |
| Erwin Olaf, on Beauty and Fall                                       | Michiel van Erp                       | Países Baixos                         | Documentário                    | Erwin Olaf | Sobre a jornada até a fama do fotógrafo holandês Erwin Olaf |
| Eugene                                                               | Jake Barsha                           | EUA                                   | Drama                           | Stuart G. Bennett, Megan Lee Ethridge, Ryan Reyes                                                                       | Um solteirão solitário faz amizade com um jovem prostituto e sua namorada                                                                                          |
| Eulogy for a Vampire                                                 | Patrick McGuinn                       | EUA                                   | Terror, Romance                 | Ryan G. Metzger, Sal Bardo, Wilson Hand, Darin Guerrasio, Damacio Ruiz, David McWeeney                                  | Um jovem se junta a um espírito vingativo para seduzir e converter um grupo de monges em vampiros                                                                  |
| The Evangelist                                                       | Nate Chapman                          | EUA                                   | Comédia, Drama                  | Theodore Bouloukos, Samantha Gavoni, Lucas Fox Philips, Antonio Gagna, Jason Jiang, Greg Paul                           | O filho adotivo de um homem gay se transforma em um fanático religioso e pede ajuda a seu pai na conversão dos vizinhos                                            |
| Everything Strange and New                                           | Frazer Bradshaw                       | EUA                                   | Drama                           | Rigo Chacon Jr., Beth Lisick, Jerry McDaniel, Luis Saguar, Diana Tenes                                                  | Um comerciante luta para equilibrar seus apetites e expectativas com as necessidades de seu amigo                                                                  |
| The Execution of Julie Ann Mabry                                     | Katie Madonna Lee                     | EUA                                   | Crime, Drama, Biográfico        | Bernadette Bauer, Olivia Adams II, Abbey Barnett, Kyle Curtis                                                           | [ 69 ] |
| Fagbug                                                               | Erin Davies                           | EUA                                   | Documentário                    | Erin Davies | Após ter seu carro vandalizado com insultos homofóbicos, uma lésbica dirige este por uma viagem pelo país                                                          |
| Os Famosos e os Duendes da Morte                                     | Esmir Filho                           | Brasil                                | Drama                           | Ismael Caneppele, Tuane Eggers, Henrique Larré, Áurea Baptista, Samuel Reginatto                                        | |
| The Farm                                                             | Ilene Chaiken                         | EUA                                   | Drama                           | Famke Janssen, Laurie Metcalf, Melissa Leo, Leisha Hailey, Sarah Strange, Heather Doerksen                              | Segue um eclético grupo de mulheres em uma penitenciária feminina                                                                                                  |
| Fig Trees                                                            | John Greyson                          | Canadá                                | Documentário                    | Zackie Achmat, Tim McCaskell                                                                                            | Dois ativistas lutam pelo acesso ao tratamento da AIDS/HIV |
| Le Fil                                                               | Mehdi Ben Attia                       | França, Bélgica, Tunísia              | Drama                           | Claudia Cardinale, Antonin Stahly, Salim Kechiouche, Rihab Mejri, Driss Ramdi                                           | Um homem vai viver com sua mãe recém viúva em Tunes e se apaixona pelo faz-tudo dela                                                                               |
| Finding Me                                                           | Roger S. Omeus Jr.                    | EUA                                   | Romance, Drama, Comédia         | RayMartell Moore, Derrick L. Briggs, J'Nara Corbin                                                                      | A jornada de auto-descobrimento de um jovem negro gay |
| Fish Out of Water                                                    | Ky Dickens                            | EUA                                   | Documentário                    | Daylene Christensen, Deana Boozer, Gabriela Caro, Trish Bendix                                                          | Examina os sete versículos bíblicos mais usados para condenar a homossexualidade e o casamento entre pessoas do mesmo sexo                                         |
| Flickan som lekte med elden                                          | Daniel Alfredson                      | Suécia                                | Suspense, Drama, Crime          | Michael Nyqvist, Noomi Rapace, Lena Endre, Peter Andersson, Annika Hallin, Per Oscarsson                                | Baseado no livro homônimo de Stieg Larsson, o segundo da Trilogia Millennium                                                                                       |
| La folle histoire d'amour de Simon Eskenazy                          | Jean-Jacques Zilbermann               | França                                | Comédia, Romance                | Antoine de Caunes, Mehdi Dehbi, Elsa Zylberstein, Judith Magre, Catherine Hiegel, Micha Lescot                          | Um clarinetista tentando terminar um disco conhece seu filho de 10 anos e uma jovem muçulmana trans que mudará sua vida                                            |
| Forever’s Gonna Start Tonight                                        | Michelle Lawler                       | EUA                                   | Documentário                    | Vicki Marlane | A história de Vicki Marlane, artista trans de São Francisco soropositiva de 76, na ativa por 50                                                                    |
| Francesca                                                            | Bobby Păunescu                        | Romênia                               | Drama                           | Monica Bârlădeanu, Dorian Boguţă, Luminița Gheorghiu, Teodor Corban                                                     | Um jovem professora de Bucareste tenta emigrar para a Itália |
| Fruit Fly                                                            | H.P. Mendoza                          | EUA                                   | Musical, Drama                  | L. A. Renigen, Ivan de Guzman, Mike Curtis                                                                              | Uma mulher filipina se muda para uma comunidade artística enquanto procura por sua mãe biológica, e faz amizade com seus vizinhos gays                             |
| La Funcionaria Asesina                                               | Sergio Kardenas, Frederick Rieck      | EUA                                   | Ação, Crime, Comédia            | Mark Bego, Allison Kyler, Angela Bowie, Brendan Guy Murphy, Sergio Kardenas, Mary Beth Fish                             | [ 79 ] |
| Fur Coat and No Knickers                                             | Paul Ward                             | Irlanda                               | Comédia                         | Thomas Farrell, Amy Victoria Hughes, Fergus McCarthy, Danny O'Connor, Robbie Walsh                                      | Dois jovens atores gays de Dublin aproveitam os altos e baixos da vida de solteiro                                                                                 |
| Generic Thriller                                                     | Scott Sublett                         | EUA                                   | Comédia, Drama                  | Daniel Hart Donoghue, Craig Marker, James Hiser, Shirley Jones, Brad Kranich                                            | A peça de um professor de história do teatro é usurpada por um de seus personagens                                                                                 |
| Ghosted                                                              | Monika Treut                          | Alemanha, Taiwan                      | Drama, Romance, Mistério        | Inga Busch, Huan-Ru Ke, Ting Ting Hu, Jana Schulz, Marek Harloff, Lu Yi-Ching                                           | |
| Goddag mit navn er Lesbisk                                           | Iben Haahr Anderssen, Minna Groos     | Dinamarca                             | Documentário                    | | Também conhecido como Hello, My Name Is Lesbian O lesbianismo na Dinamarca dos anos 50 até o presente                                                              |
| The Good American                                                    | Jochen Hick                           | Alemanha                              | Documentário                    | Tom Weise, Freddie Spells, CeCe Peniston, Jeffrey Davids, Chi Chi LaRue, Talvin DeMachio                                | Segue o produtor do HustlaBall, evento criado para encorajar a aceitação da prostituição masculina                                                                 |
| Good morning Aman                                                    | Claudio Noce                          | Itália                                | Drama                           | Said Sabrie, Valerio Mastandrea, Anita Caprioli, Amin Nur, Giordano De Plano, Adamo Dionisi                             | Um jovem somali que cresceu em Roma faz amizade com seu vizinho, um ex-boxeador de 40 anos de passado misterioso                                                   |
| Gordos                                                               | Daniel Sánchez Arévalo                | Argentina                             | Comédia, Drama                  | Verónica Sánchez, Antonio de la Torre, Roberto Enríquez, Raúl Arévalo, Leticia Herrero                                  | Segue dois homens e uma mulher lidando com os excessos e as deficiências da vida                                                                                   |
| Grace                                                                | Paul Solet                            | EUA                                   | Suspense, Terror                | Jordan Ladd, Samantha Ferris, Gabrielle Rose, Stephen Park, Serge Houde, Kate Herriot                                   | trad. O Mistério de Grace |
| Les grandes chaleurs                                                 | Sophie Lorain                         | Canadá                                | Drama                           | Marie-Thérèse Fortin, François Arnaud, Marie Brassard, Yvan Benoît, François Létourneau, Véronique Beaudet              | Uma assistente social viúva de 52 anos se apaixona por um viciado cleptomaníaco de 19 anos que era seu cliente                                                     |
| Greek Pete                                                           | Andrew Haigh                          | Reino Unido                           | Drama, Romance                  | Peter Pittaros, Lewis Wallis, Robert Day, Tristan Field, Barry Robinson, Liam Thompson                                  | Um ano na vida de um garoto de programa em Londres |
| Grown Up Movie Star                                                  | Adriana Maggs                         | Canadá                                | Drama                           | Shawn Doyle, Tatiana Maslany, Jonny Harris, Julia Kennedy, Mark O'Brien, Andy Jones                                     | Uma garota de 13 anos fica sozinha com seu pai caipira quando sua mãe foge para virar atriz de cinema                                                              |
| Güneşi Gördüm                                                        | Mahsun Kırmızıgül                     | Turquia                               | Drama                           | Mahsun Kırmızıgül, Cemal Toktaş, Yıldız Kültür, Sarp Apak, Buğra Gülsoy, Ali Sürmeli                                    | |
| Handsome Harry                                                       | Bette Gordon                          | EUA                                   | Crime, Drama                    | Jamey Sheridan, Steve Buscemi, Aidan Quinn, Campbell Scott, John Savage, Titus Welliver                                 | Acatando o último pedido de um amigo, um ex-marinheiro revela um antigo crime                                                                                      |
| Hannah Free                                                          | Wendy Jo Carlton                      | EUA                                   | Romance                         | Sharon Gless, Maureen Gallagher, Kelli Strickland, Ann Hagemann, Taylor Miller                                          | Segue o amor entre uma lésbica independente e uma dona de casa, passando por várias épocas da vida das duas                                                        |
| Hazman havarod                                                       | Yair Qedar                            | Israel                                | Documentário                    | Michal Eden, Ellyot, Uzi Even                                                                                           | A evolução dos direitos LGBT em Israel, de 1985 até o presente |
| He's Such a Girl                                                     | Sean Carrigan                         | EUA                                   | Comédia, Romance                | Bryan Fisher, Tiffany Dupont, Will Stiles, Alexandra Paul, Rachelle Carson                                              | [ 93 ] |
| Heavenly Touch                                                       | Joel Lamangan                         | Filipinas                             | Drama, Romance                  | Paolo Serrano, Joash Balejado, Marco Morales, Gwen Garci, Paolo Rivero, Jeffrey Santos                                  | Um estudante de enfermagem descobre que o spa gay onde trabalha é controlado por uma perigosa gangue                                                               |
| Hello My Love (헬로우 마이 러브)                                     | Aaron Kim                             | Coreia do Sul                         | Comédia, Romance, Drama         | Jo An, Oh Min-seok, Ryu Sang-wook, Yang Eun-yong, Kim Min-kyo, Shin So-yul                                              | trad. Olá, Meu Amor Uma mulher descobre que seu namorado se apaixonou por outro homem enquanto estudava no exterior                                                |
| Help                                                                 | Marc Abi Rached                       | Líbano                                | Drama                           | Hussein Maatouk, Johanna Andraos, Khalil El Zein, Sobheh El Zein, Eddison Manih                                         | A vida de um delinquente muda quando ele conhece uma prostituta ameaçada por mafioso                                                                               |
| The Heretics                                                         | Joan Braderman                        | Itália, Espanha                       | Documentário                    | Joan Snyder, Elke Solomon, Pat Steir, May Stevens, Michelle Stuart, Emma Amos                                           | Os bastidores da segunda onda do movimento feminista |
| Hermafrodita                                                         | Albert Xavier                         | República Dominicana                  | Drama                           | Marilu Acosta, Amarfi Aquino, Olga Bucarelli, Raul Ferreras, Hensy Pichardo, Isabel Cristina Polanco                    | Uma jovem intersexo se apaixona por um assassino que se esconde na aldeia, mas uma amiga invejosa pode estragar tudo                                               |
| Histórias de Amor Duram Apenas 90 Minutos                            | Paulo Halm                            | Brasil                                | Comédia, Drama                  | Caio Blat, Luz Cipriota, Maria Ribeiro                                                                                  | Um homem acaba se envolvendo com a amante de sua mulher |
| Hollywood, je t’aime                                                 | Jason Bushman                         | EUA                                   | Romance, Drama, Comédia         | Eric Debets, Chad Allen, Whitney Anderson, Jonathan Blanc, Diarra Kilpatrick, Michael Airington                         | Após terminar seu relacionamento, um parisiense gay decide passar suas férias em Los Angeles                                                                       |
| Homewrecker                                                          | Paul Hart                             | EUA                                   | Comédia, Romance                | Dylan Vox, Bruce Hart, Rebekah Kochan, Peter Szeliga, Daelen Cory, Tim Dorian                                           | Um casal gay em um relacionamento feliz abre sua casa para um aspirante a ator que pode destruir tudo                                                              |
| House of Boys                                                        | Jean-Claude Schlim                    | Luxemburgo, Alemanha                  | Musical, Drama, Romance         | Layke Anderson, Benn Northover, Udo Kier                                                                                | Um adolescente gay foge de casa e começa uma nova vida em 1984 |
| Humpday                                                              | Lynn Shelton                          | EUA                                   | Comédia, Drama                  | Mark Duplass, Joshua Leonard, Alycia Delmore, Lynn Shelton, Trina Willard                                               | Dois amigos têm relações sexuais em frente a câmera, como uma obra de arte                                                                                         |
| I Hate Valentine’s Day                                               | Nia Vardalos                          | EUA                                   | Comédia, Romance                | Nia Vardalos, John Corbett, Jason Mantzoukas, Judah Friedlander, Zoe Kazan, Stephen Guarino                             | trad. Eu Odeio o Dia dos Namorados |
| I Love You Phillip Morris                                            | Glenn Ficarra, John Requa             | EUA, França                           | Comédia, Drama                  | Ewan McGregor, Jim Carrey, Rodrigo Santoro, Leslie Mann, Antoni Corone, Michael Showers                                 | Baseado no livro Eu te amo, Phillip Morris: Uma Verdadeira Estória de Vida, Amor e Escapadas da Prisão de Steve McVicker                                           |
| I Shot My Love                                                       | Tomer Heymann                         | Israel                                | Documentário                    | Tomer Heymann, Zvi Heymann, Wieland Speck                                                                               | O diretor conhece o homem que mudará sua vida ao apresentar um filme no Festival de Cinema de Berlim                                                               |
| Idealny facet dla mojej dziewczyny                                   | Tomasz Konecki                        | Polônia                               | Comédia, Romance                | Marcin Dorociński, Magdalena Boczarska, Izabela Kuna, Danuta Stenka, Krzysztof Globisz, Tomasz Karolak                  | Um homem gosta de uma mulher que já tem uma namorada e faz um teste de elenco para estrelar no filme pornô do grupo feminista dela                                 |
| In My Life                                                           | Olivia Lamasan                        | Filipinas                             | Drama                           | Vilma Santos, John Lloyd Cruz, Luis Manzano, Vice Ganda, Nikki Valdez, Dimples Romana                                   | Uma mulher vai morar com seu filho em Nova Iorque sem saber que ele tem namorado                                                                                   |
| The Inherited                                                        | Patrick C. Clinton                    | EUA                                   | Terror, Suspense                | Khory Pilley, Tyler Cross, Natalie Sieber, Jeff Pearson, Lauren Norfleet, Yalonda Lisa Reeves                           | Um universitário órfão recebe uma casa como herança de uma avó que não sabia que tinha                                                                             |
| The Invisible Chronicles                                             | David Decoteau                        | EUA                                   | Terror                          | Danny Max, Trevor Duke-Moretz, Kyle Leatherberry, Bryan Lillis, Dominick Monteleone, Oskar Rodriguez                    | Um universitário brilhante conta uma história estranha e assustadora para seu psicólogo                                                                            |
| Irene in Time                                                        | Henry Jaglom                          | EUA                                   | Comédia, Drama, Romance         | Tanna Frederick, Andrea Marcovicci, Victoria Tennant, Karen Black, Joe Manganiello, Lanre Idewu                         | Sobre os relacionamentos complexos entre pais e filhas |
| It Came from Kuchar                                                  | Jennifer M. Kroot                     | EUA                                   | Documentário                    | George Kuchar, Mike Kuchar, B. Ruby Rich, John Waters, Guy Maddin, Donna Kerness                                        | Sobre George e Mike Kuchar, irmãos gêmeos cineastas underground |
| J'ai tué ma mère                                                     | Xavier Dolan                          | Canadá                                | Drama                           | Xavier Dolan, Anne Dorval, Suzanne Clément, François Arnaud, Niels Schneider                                            | |
| Jamais 2 sans 3                                                      | Eric Summer                           | França                                | Comédia, Crime                  | Edouard Montoute, Bruno Madinier, Clémence Bretécher, Lucie Jeanne, Guillaume Carcaud                                   | Um policial descobre que sua ex-namorada está grávida e que seu novo chefe é o homem com que teve um caso de uma noite                                             |
| Je te mangerais                                                      | Sophie Laloy                          | França                                | Drama                           | Judith Davis, Isild Le Besco, Édith Scob, Johan Libéreau, Marc Chapiteau, Fabienne Babe                                 | Sobre o relacionamento conturbado entre duas universitárias |
| Just Say Love                                                        | Bill Humphreys                        | EUA                                   | Drama                           | Bill Humphreys, Matthew Jaeger, Robert Mammana                                                                          | [ 111 ] |
| Kakera (カケラ)                                                      | Momoko Ando                           | Japão                                 | Drama                           | Hikari Mitsushima, Eriko Nakamura, Ken Mitsuishi, Tasuku Nagaoka, Rino Katase, Ryu Morioka                              | Uma mulher em um relacionamento estagnado conhece uma artista médica bissexual que cria próteses                                                                   |
| Kärlekens krigare                                                    | Simon Staho                           | Suécia, Dinamarca                     | Drama                           | Josefin Ljungman, Shima Niavarani                                                                                       | O relacionamento entre duas mulheres é ameaçado pelo segredo de que uma delas foi molestada pelo próprio pai                                                       |
| Kynodontas (Κυνόδοντας)                                              | Yorgos Lanthimos                      | Grécia                                | Drama                           | Christos Stergioglou, Michele Valley, Hristos Passalis, Angeliki Papoulia, Mary Tsoni                                   | |
| Lange Nacht                                                          | Till Kleinert                         | Alemanha                              | Fantasia, Terror                | Isabelle Höpfner, Sarah Baumann, Markus Staab-Poncet, Sebastian Stielke, Ulf Peter Schmitt                              | Uma noite na casa do lago de seis amigos de infância logo vira um pesadelo                                                                                         |
| Ang laro ng buhay ni Juan                                            | Joselito Altarejos                    | Filipinas                             | Drama                           | Ray An Dulay, Angeli Bayani, Richard Quan, Perry Escano, Lex Bonife, Nico Antonio                                       | Segue a vida de um garoto de programa de exibição que trabalha em uma boate underground                                                                            |
| The Last Passport                                                    | Kent Smith, David Temple              | EUA                                   | Drama                           | Dave Blamy, Ken Foxx, Jimmy Hager, Bonnie Johnson, Stephan Monteserin, Rachel St. Gelais                                | Um velhinho misterioso entra em escritório de passaportes |
| Last Ride                                                            | Glendyn Ivin                          | Austrália                             | Drama                           | Hugo Weaving, Tom Russell, Anita Hegh, John Brumpton, Kelton Pell, Sonya Suares                                         | trad. Em Busca de Redenção Um garoto viaja pelo país com seu pai, que está sendo procurado pela lei                                                                |
| Layover                                                              | April Wright                          | EUA                                   | Drama                           | Stacey Miller, John Ansotegui, Daniel Rhyder                                                                            | Um homem e uma mulher revelam segredos em um aeroporto remoto |
| Lei wangzi (淚王子)                                                  | Yonfan                                | Taiwan, Hong Kong                     | Drama, Histórico                | Zhang Xiaoquan, Zhu Xuan, Terri Kwan, Kenneth Tsang, Fan Wing                                                           | A vida de duas irmãs muda quando seus pais são detidos e acusados de serem espiões                                                                                 |
| Lesbian Vampire Killers                                              | Phil Claydon                          | Reino Unido                           | Comédia, Ação, Terror           | James Corden, Mathew Horne, Paul McGann, Emer Kenny, Lucy Gaskell, MyAnna Buring                                        | |
| Let Me Die Quietly                                                   | Mitchell Reichler, Brian Michael Finn | EUA                                   | Crime, Drama, Mistério          | Charles Casillo, Dana Perry, Ian Tomaschik, Paul Coughlan, Ian MacRae, Stephan Geras                                    | Um vidente é atormentado por visões de assassinatos violentos |
| Lexie Cannes                                                         | Tom Bertling                          | EUA                                   | Drama                           | Courtney O'Donnell, Valeska Francisco, Jeska Duckworth, Tom Bertling, Jody Barrong, Dawn Stoyanoff                      | Uma mulher trans surda confronta seus stalkers, resolve um mistério, salva uma pessoa, e encontra amor                                                             |
| Life Blood                                                           | Ron Carlson                           | EUA                                   | Terror                          | Sophie Monk, Anya Lahiri, Scout Taylor-Compton, Electra Avellan, Charles Napier                                         | 40 anos depois de suas mortes, um casal de lésbicas renascem como vampiras                                                                                         |
| Like a Moth to a Flame                                               | Toby Ross, Joe Rubin                  | EUA                                   | Suspense                        | Anthony Blaze, Rachel Cable, Johnny Carvajal, Brian Chankin, Kostja Darvi, Ryan di Noor                                 | Antologia onde três homens no armário são levados à violência |
| La Linea                                                             | James Cotten                          | México, EUA                           | Ação, Crime, Drama              | Ray Liotta, Andy García, Esai Morales, Armand Assante, Valerie Cruz, Kevin Gage                                         | trad. O Cartel |
| Little Boy Big Boy                                                   | Joselito Altarejos                    | Filipinas                             | Comédia, Drama                  | Paolo Rivero, Ray An Dulay, Michael Cayetano, Marc Jacob, May-i Fabros, Renz Valerio                                    | Em meio de um novo relacionamento, um artista gráfico gay tem que cuidar de seu sobrinho de sete anos                                                              |
| Little Joe                                                           | Nicole Haeusser                       | EUA                                   | Documentário                    | Joe Dallesandro | Sobre Joe Dallesandro, ícone sexual underground e musa de Andy Warhol                                                                                              |
| The Lovers and Fighters Convention                                   | Mike Wyeld                            | Reino Unido                           | Documentário                    | Ingo Anderson, Jason Elvis Barker, Jane Harrison, Josephine Krieg, Jet Moon, Tom O'Tottenham                            | Uma noite no Transfabuloso Festival de Artes anual em Londres |
| A Lower Power                                                        | Robert O’Geen                         | EUA                                   | Drama                           | Mathew Lotto, William McMichael, Rafe Morgan Kossak, Adrian Anchondo, Donald Joseph, Adrian Emmanuel                    | Um jovem gay de São Francisco tenta rejeitar o estilo de vida hedonístico de seus pais                                                                             |
| Lucky Bastard                                                        | Everett Lewis                         | EUA                                   | Drama                           | Patrick Tatten, Dale Dymkoski, Johnny Kostrey, Timothy Cole                                                             | Um arquiteto de sucesso conhece um homem misterioso depois de seu namorado sair da cidade                                                                          |
| Luftslottet som sprängdes                                            | Daniel Alfredson                      | Suécia, Dinamarca, Alemanha           | Suspense, Drama, Crime          | Michael Nyqvist, Noomi Rapace, Lena Endre, Annika Hallin, Jacob Ericksson, Sofia Ledarp                                 | Baseado no livro homônimo de Stieg Larsson, terceiro da Trilogia Millennium                                                                                        |
| Madre amadísima                                                      | Pilar Tavora                          | Espanha                               | Drama                           | Gala Évora, Ramón Rivero, Gloria de Jesús, José Burgos, David Lora, Julio Vargas                                        | Um jovem religioso na Espanha Franquista descobre sua sexualidade                                                                                                  |
| Make the Yuletide Gay                                                | Rob Williams                          | EUA                                   | Comédia, Romance                | Keith Jordan, Adamo Ruggiero, Hallee Hirsh, Kelly Keaton, Derek Long, Alison Arngrim                                    | Um universitário de férias tenta esconder sua sexualidade dos pais, o que fica difícil quando seu namorado aparece                                                 |
| Män som hatar kvinnor                                                | Niels Arden Oplev                     | Suécia, Dinamarca, Alemanha           | Suspense, Drama, Crime          | Michael Nyqvist, Noomi Rapace, Lena Endre, Sven-Bertil Taube, Peter Andersson, Peter Haber                              | Baseado no livro homônimo de Stieg Larsson, o primeiro da Trilogia Millennium                                                                                      |
| Mark                                                                 | Mike Hoolboom                         | Canadá                                | Documentário                    | Mark Karbusicky, Mirha-Soleil Ross, Kristyn Dunnion                                                                     | Um retrato de Mark Karbusicky, um artista, ativista, e frequente editor dos filmes do diretor que cometeu suicídio em 2007                                         |
| Mary and Max                                                         | Adam Elliot                           | Austrália                             | Animação, Drama                 | Bethany Whitmore, Toni Collette, Philip Seymour Hoffman, Eric Bana, Barry Humphries                                     | |
| Mavro livadi (Μαύρο Λιβάδι)                                          | Vardis Marinakis                      | Grécia                                | Drama, Romance, Histórico       | Sofia Georgovassili, Hristos Passalis, Despina Bebedelli, Maria Panouria, Despina Kourti, Evangelia Adreadaki           | trad. Terra Negra Em 1654, um soldado janízaro ferido é acolhido por um isolado convento, e uma das freiras se apaixona por ele, mas ela tem um segredo            |
| Mentiras y gordas                                                    | Alfonso Albacete, David Menkes        | Espanha                               | Comédia, Drama                  | Mario Casas, Ana de Armas, Yon González, Hugo Silva, Ana Polvorosa, Alejo Sauras                                        | trad. Grandes Mentiras Um grupo de jovens se prepara para um verão de suas vidas, cheio de segredos, mentiras, sexo, confusão, e festas                            |
| Meu Amigo Claudia                                                    | Dácio Pinheiro                        | Brasil                                | Documentário                    | Alfredo Sternheim, Claudia Wonder, Sérgio Mamberti                                                                      | |
| Miente                                                               | Rafi Mercado                          | Porto Rico                            | Drama, Mistério, Suspense       | Oscar Guerrero, Maine Anders, Yamil Collazo, Teresa Hernández, Eyra Agüero Joubert                                      | |
| Miss Kicki                                                           | Håkon Liu                             | Suécia, Taiwan                        | Drama                           | Pernilla August, Ludwig Palmell, River Huang, Eric Tsang, Tsai Chen-Nan                                                 | Uma mulher tenta se reconectar com seu filho adolescente ao levá-lo em uma viagem à Taipé, onde vai encontrar um namorado da internet                              |
| La Mission                                                           | Peter Bratt                           | EUA                                   | Drama                           | Benjamin Bratt, Talisa Soto, Max Rosenak, Patrick Shining Elk, Jesse Borrego, Kevin Michael Richardson                  | Um viúvo ex-presidiário tentando ser um exemplo para seu filho em um bairro perigoso descobre que este é gay                                                       |
| Mississippi Damned                                                   | Tina Mabry                            | EUA                                   | Drama                           | Tonea Stewart, Adam Clark, Michael Hyatt, Chasity Kershal Hammitte, Kylee Russell, Tessa Thompson                       | Três irmãos negros no Mississippi rural enfrentam as consequências do ciclo de abuso, vício, e violência de sua família                                            |
| A Model Daughter: The Killing of Caroline Byrne                      | Tony Tilse                            | Austrália                             | Drama, Policial                 | Garry McDonald, David Lyons, Cariba Heine, Gabrielle Scollay, Tiriel Mora, Indiana Evans                                | Baseado no assassinato da modelo australiana Caroline Byrne em 1995                                                                                                |
| Morrer como um Homem                                                 | João Pedro Rodrigues                  | Portugal, França                      | Drama                           | Fernando Santos, Chandra Malatitch, Miguel Loureiro, Jenny Larue, Fernando Gomes                                        | |
| Mr. Right                                                            | David Morris, Jacqui Morris           | Reino Unido                           | Romance, Comédia, Drama         | James Lance, Luke de Woolfson, Benjamin Hart, Rocky Marshall, Leon Ockenden, Georgia Zaris                              | Quatro casais gays de Londres lutam contra vários desafios para permanecerem juntos                                                                                |
| Mutantes                                                             | Virginie Despentes                    | França                                | Documentário                    | Norma Jean Almodovar, Maria Beatty, Lynn Breedlove, Annie Sprinkle, Lydia Lunch                                         | [ 139 ] |
| My Dog Tulip                                                         | Paul Fierlinger, Sandra Fierlinger    | Reino Unido                           | Animação, Drama                 | Christopher Plummer, Lynn Redgrave, Isabella Rossellini, Peter Gerety, Brian Murray, Paul Hecht                         | Baseado nas memórias do novelista J. R. Ackerley, conta a história da relação do escritor com seu pastor-alemão                                                    |
| My Normal                                                            | Irving Schwartz                       | EUA                                   | Drama, Romance                  | Nicole LaLiberte, Ty Jones, Dawn Noel, Naama Kates, Maine Anders, Mark Saturno                                          | Um dominatrix lésbica consegue um emprego como assistente de produção de um filme                                                                                  |
| Nacidas para sufrir                                                  | Miguel Albaladejo                     | Espanha                               | Drama, Comédia                  | Adriana Ozores, Petra Martinez, Maria Alfonsa Rosso, Malena Alterio, Maria Elena Flores                                 | [ 142 ] |
| Navidad                                                              | Sebastián Lelio                       | Chile                                 | Drama, Romance                  | Manuela Martelli, Diego Ruiz, Alicia Rodríguez                                                                          | Na véspera de Natal, um casal de adolescentes invade uma casa vazia                                                                                                |
| Night Fliers                                                         | Sara St. Martin Lynne                 | EUA                                   | Drama, Romance                  | Luis Saguar Sasha Harrison Renee Harrison                                                                               | Quatro jovens amigos de uma cidade rural questionam e exploram suas sexualidades                                                                                   |
| El niño pez                                                          | Lucía Puenzo                          | Argentina                             | Drama, Romance, Suspense        | Inés Efron, Mariela Vitale, Ailín Salas, Pep Munné, Diego Velázquez, Carlos Bardem                                      | trad. O Menino Peixe Um garota rica se apaixona pela empregada de sua família                                                                                      |
| Nisos (Νήsos)                                                        | Christos Dimas                        | Grécia                                | Comédia, Crime, Drama           | Eleni Kastani, Elissavet Konstantinidou, Vladimiros Kiriakidis, Tania Tripi, Dimitris Tzoumakis, Mihalis Marinos        | A morte de um cidadão importante revela a corrupção escondida na ilha aparentemente pacata de Sifnos                                                               |
| Nobody Passes Perfectly                                              | Saskia Bisp                           | Dinamarca                             | Documentário                    | Erik Hansen, Tomka Weiss                                                                                                | Segue as histórias de dois homens trans |
| Nord                                                                 | Rune Denstad Langlo                   | Noruega                               | Comédia, Drama                  | Anders Baasmo Christiansen, Kyrre Hellum, Marte Aunemo, Mads Sjøgård Pettersen, Lars Olsen                              | Após um colapso nervoso, um atleta se isola como um guarda em um parque de esqui                                                                                   |
| Not Quite the Taliban                                                | Fadi Hindash                          | Bélgica                               | Documentário                    | | Um homem árabe gay entrevista outros que parecem modernos mas são tão conservadores quanto os tradicionalistas                                                     |
| Off and Running                                                      | Nicole Opper                          | EUA                                   | Documentário                    | | A filha adotiva de duas lésbicas judias fica curiosa sobre suas origens negras e procura por sua mãe biológica                                                     |
| Off World                                                            | Mateo Guez                            | Canadá                                | Drama                           | Marc Abaya, Marco Morales, Irma Adlawan, Che Ramos, Lao Rodriguez                                                       | A vida de um jovem de Toronto é transformada por uma visita ao local de seu nascimento, nas Filipinas                                                              |
| Oh, My Girl!: A Laugh Story...                                       | Dante Nico Garcia                     | Filipinas                             | Comédia, Romance                | Judy Ann Santos, Ogie Alcasid, Regine Velasquez, Roderick Paulate, Manilyn Reynes, Nova Villa                           | [ 152 ] |
| Oi do chun                                                           | Simon Chung                           | Hong Kong                             | Crime, Drama, Romance           | Lee Chi-Kin, Kin-Fat Lai, Alex Wong                                                                                     | Também conhecido como End of Love Um homem lembra de sua vida como um garoto de programa enquanto em um programa de reabilitação                                   |
| On These Shoulders We Stand                                          | Glenne McElhinney                     | EUA                                   | Documentário                    | Ivy Bottini, Maria Dolores Diaz, Marsha Epstein, Miki Jackson, Don Norman, Troy Perry                                   | 11 pessoas mais velhas da comunidade LGBT de Los Angeles falam sobre a vida queer dos anos 50 aos 80                                                               |
| Out in the Silence                                                   | Joe Wilson, Dean Hamer                | EUA                                   | Documentário                    | C.J. Bills, Diane Granley, Linda Henderson, Roxanne Hitchcock, Mark Micklos, Kathy Springer                             | O casamento do diretor causa controvérsias em sua pequena cidade natal, e resulta em um pedido de ajuda pela mãe de um adolescente atormentado na escola           |
| Outrage                                                              | Kirby Dick                            | EUA                                   | Documentário                    | Ed Koch, Ken Mehlman, Larry Craig, Tammy Baldwin, Barney Frank, David Catania                                           | Sobre políticos gays norte-americanos no armário e que patrocinam legislação antigay                                                                               |
| Oy Vey! My Son Is Gay!!                                              | Evgeny Afineevsky                     | EUA                                   | Comédia, Românce                | Lainie Kazan, Saul Rubinek, Vincent Pastore, John Lloyd Young, Jai Rodriguez, Carmen Electra                            | Um homem tem dificuldade em contar a seus pais judeus não só que ele está namorando outro homem, mas também que este é gentio                                      |
| Paper Boys                                                           | Bryan E. Hall                         | EUA                                   | Comédia, Drama                  | Louis Lavdas, Chris Whitley, David Hall, Jus Riddick, Wendy Wynne                                                       | Um grupo de adolescentes vendedores porta a porta causam caos no verão antes de irem para a faculdade                                                              |
| Parade (パレード)                                                    | Isao Yukisada                         | Japão                                 | Drama                           | Keisuke Koide, Shihori Kanjiya, Karina, Tatsuya Fujiwara, Kento Hayashi, Terunosuke Takezai                             | trad. Parada Quatro jovens dividem um apartamento em Tóquio |
| The People I’ve Slept With                                           | Quentin Lee                           | EUA                                   | Comédia                         | Karin Anna Cheung, Wilson Cruz, Archie Kao, Lynn Chen, James Shigeta, Rane Jameson                                      | |
| Perfidia                                                             | Rodrigo Bellott                       | Bolívia, EUA, Chile                   | Drama, Suspense                 | Gonzalo Valenzuela, Levi Freeman, Heidi Schreck                                                                         | Um homem se hospeda em um hotel nas montanhas para pensar em uma decisão que mudará sua vida                                                                       |
| Persécution                                                          | Patrice Chéreau                       | França                                | Drama, Romance                  | Romain Duris, Charlotte Gainsbourg, Jean-Hugues Anglade, Gilles Cohen, Alex Descas                                      | Um empresário questiona seu relacionamento complicado com uma mulher quando um homem começa a persegui-lo                                                          |
| Pethaino gia sena! (Πεθαίνω για σένα)                                | Nikos Karapanagiotis                  | Grécia                                | Comédia                         | Martha Karagianni, Eleni Randou, Fanis Mouratidis, Iosif Polyzoidis, Nektarios Loukianos, Evgenia Dimitropoulou         | [ 161 ] |
| Une Petite zone de turbulences                                       | Alfred Lot                            | França                                | Comédia, Drama                  | Michel Blanc, Miou-Miou, Mélanie Doutey, Gilles Lellouche                                                               | A família de um inglês aposentado hipocondríaco não sabe o que fazer quando a saúde dele piora                                                                     |
| Pisau Cukur                                                          | Bernard Chauly                        | Malásia                               | Comédia                         | Maya Karin, Nur Fazura, Redza Minhat, Aaron Aziz, Eizlan Yusof, Dato' Rahim Razali                                      | [ 163 ] |
| The Pit and the Pendulum                                             | David Decoteau                        | EUA                                   | Terror, Erótico                 | Lorielle New, Stephen Hansen, Bart Voitila, Danielle Demski, Amy Paffrath, Greg Sestero                                 | Uma adaptação do conto homônimo de Edgar Allan Poe |
| Plan B                                                               | Marco Berger                          | Argentina                             | Comédia, Drama, Romance         | Manuel Vignau, Lucas Ferraro, Mercedes Quinteros                                                                        | |
| Plein sud                                                            | Sébastien Lifshitz                    | França                                | Drama, Romance                  | Yannick Renier, Léa Seydoux, Nicole Garcia, Pierre Perrier, Micheline Presle, Théo Frilet                               | trad. Para o Sul Um homem conhece um jovem e sua irmã durante uma viagem para o sul da França                                                                      |
| Poeti                                                                | Toni D’Angelo                         | Itália                                | Documentário                    | Biagio Propato, Salvatore Sansone, Domenico Alvino, Silvia Bove, Luciano Luisi                                          | Dois poetas se reencontram depois de 10 anos em um cemitério |
| Poikien bisnes                                                       | Markku Heikkinen                      | Finlândia, Dinamarca, República Checa | Documentário                    | Aaron Hawke, Dan Komar, Alan Pelikán, John Smith, Michael Taubenheim                                                    | A ascensão e queda da indústria pornográfica gay na República Checa da metade dos anos 90                                                                          |
| Pop Star on Ice                                                      | David Barba, James Pellerito          | EUA                                   | Documentário                    | Johnny Weir, Priscilla Hill, Paris Childers, Brian Boitano, Patti Weir, Kurt Browning                                   | Sobre Johnny Weir, patinador artístico estadounidense campeão olímpico abertamente gay                                                                             |
| Pornography: A Thriller                                              | David Kittredge                       | EUA                                   | Suspense, Terror                | Matthew Montgomery, Pete Scherer, Jared Grey, Walter Delmar, Dylan Vox                                                  | trad. Um Thriller Pornográfico Um ator pornô gay desaparece misteriosamente                                                                                        |
| Powder Blue                                                          | Timothy Linh Bui                      | EUA                                   | Drama                           | Jessica Biel, Eddie Redmayne, Forest Whitaker, Ray Liotta, Patrick Swayze, Lisa Kudrow                                  | trad. Ponto de Partida As vidas de um agente funerário, uma stripper, um padre suicida, e um ex-presidiário se encontram na véspera de Natal                       |
| Prayers for Bobby                                                    | Russell Mulcahy                       | EUA                                   | Drama, Documentário             | Sigourney Weaver, Henry Czerny, Ryan Kelley                                                                             | Docudrama |
| O Preço da Traição                                                   | Atom Egoyan                           | EUA, França, Canadá                   | Drama, Suspense                 | Julianne Moore, Liam Neeson, Amanda Seyfried, Max Thieriot                                                              | Remake do filme francês Nathalie... de 2003 |
| Psychotropica                                                        | Damien Sage                           | EUA                                   | Fantasia, Drama                 | Damien Sage, Braden West, Tiffany Titmouse, Kurtwood Jones, Bruce Delrich, Iza Rose                                     | Um jovem confuso e atormentado descreve seus sonhos e memórias para um médico misterioso e sádico                                                                  |
| Ptown Diaries                                                        | Joseph Mantegna                       | EUA                                   | Documentário                    | Alan Cumming, Michael Cunningham, Lea DeLaria, Norman Mailer, Steven Polito                                             | A história de Provincetown, cidadezinha de Massachusetts que virou uma Meca gay                                                                                    |
| Qu'un seul tienne et les autres suivront                             | Léa Fehner                            | França                                | Drama                           | Farida Rahouadj, Reda Kateb, Pauline Étienne, Marc Barbé, Vincent Rottiers, Julien Lucas                                | Três vidas se cruzam na sala de visitas de uma prisão |
| Quanto Dura o Amor?                                                  | Roberto Moreira                       | Brasil                                | Drama                           | Sílvia Lourenço, Danni Carlos, Maria Clara Spinelli, Gustavo Machado                                                    | |
| Queer Icon: The Cult of Bette Davis                                  | M. Black                              | EUA                                   | Documentário                    | Bob Grimes, Joshua Grannell, Vincent De Paul, William Clift                                                             | Examina os aspectos do fascínio gay pela atriz Bette Davis |
| Rabioso sol, rabioso cielo                                           | Julián Hernández                      | México                                | Drama                           | Jorge Becerra, Javier Oliván, Guillermo Villegas, Giovanna Zacarías                                                     | Depois que seu amante é raptado, um homem sai em uma jornada para salvá-lo                                                                                         |
| Rage                                                                 | Sally Potter                          | Reino Unido                           | Suspense, Drama                 | Simon Abkarian, Patrick J. Adams, Riz Ahmed, Bob Balaban, Adriana Barraza, Steve Buscemi                                | Um blogueiro filma entrevistas com pessoas nos bastidores de um desfile de moda e acaba acompanhando a investigação de um crime                                    |
| The Real Cabaret                                                     | Richard Bright                        | Reino Unido                           | Documentário                    | Liza Minnelli, Alan Cumming                                                                                             | Conta a história real por trás do filme Cabaret de 1972 |
| Rebound                                                              | Afdhere Jama                          | EUA                                   | Drama                           | Wesley Cayabyab, Reggie D. White, Raj Preetam, Alton Lou, Anthony Lafferty, Ajibike Adekoya                             | Sobre relacionamentos gays entre pessoas de cor |
| Reconciliation                                                       | Chad Ahrendt                          | EUA                                   | Drama                           | Eric Nenninger, Chelsey Crisp, Jack Maxwell, Eric Unger, Dylan Sprayberry                                               | Pai e filho afastados precisam se reconciliar com as mágoas do passado                                                                                             |
| Redwoods                                                             | David Lewis                           | EUA                                   | Drama, Romance                  | Matthew Montgomery, Caleb Dorfman, Brendan Bradley, Tad Coughenour, Simon Burzynski                                     | A vida de um homem gay em um relacionamento confortável muda com a chegada de um viajante misterioso em sua pequena cidade                                         |
| Le refuge                                                            | François Ozon                         | França                                | Drama                           | Isabelle Carré, Louis-Ronan Choisy, Pierre Louis-Calixte, Melvil Poupaud, Claire Vernet, Jean-Pierre Andréani           | trad. O Refúgio Uma grávida viciada em drogas se envolve com o irmão gay de seu falecido ex-namorado                                                               |
| Il richiamo                                                          | Stefano Pasetto                       | Itália, Argentina                     | Drama, Romance                  | Francesca Inaudi, Sandra Ceccarelli, César Bordón, Guillermo Pfening, Arturo Goetz, Julieta Cardinali                   | trad. A Viagem De Lucia Desiludida com a vida e seu casamento, uma pianista de meia idade conhece uma jovem italiana                                               |
| Rivers Wash Over Me                                                  | John G. Young                         | EUA                                   | Drama, Romance                  | Derrick L. Middleton, Julia Carothers Hughes, Sonequa Martin-Green, Terrance Epps, Cameron Mitchell Mason, Leslie Jones | Após a morte de sua mãe, um jovem sensível vai morar com seus parentes em uma pequena cidade do Alabama e faz amizade com uma garota que o apresenta ao irmão dela |
| La Robe du Soir                                                      | Myriam Aziza                          | França                                | Drama                           | Lio, Alba Gaïa Bellugi, Sophie Mounicot, Léo Legrand, Bernard Blancan, Barthélémy Guillemard                            | Como muitos de seus colegas de turma, uma garota de 12 anos tem uma queda por sua professora                                                                       |
| Le roi de l'évasion                                                  | Alain Guiraudie                       | França                                | Comédia, Aventura               | Hafsia Herzi, Ludovic Berthillot, Luc Palun, Pascal Aubert, Jean Toscane                                                | [ 183 ] |
| Romeo & Julio                                                        | Ivan Perić                            | Croácia                               | Comédia                         | Toni Rinkovec, Toni Dorotić, Marko Trevizan, Ante Blajić, Ivica Đapić                                                   | Uma paródia breakdance da tragédia de William Shakespeare |
| Rosa patria                                                          | Santiago Loza                         | Argentina                             | Documentário                    | Alejandro Ricagno, Fernando Noy, Juan José Sebreli, Rodolfo Fogwill, Sara Torres                                        | Sobre o poeta e ativista gay Néstor Perlongher |
| Rosas Höllenfahrt                                                    | Rosa von Praunheim                    | Alemanha                              | Documentário                    | Eva-Maria Kurz, Hamze Bytyci, Judith Evers, Anne Gaedcke, Maurice Ittershagen, Thora Kleinert                           | Examina a evolução do conceito do inferno no cristianismo, judaísmo, e islã                                                                                        |
| Rose et noir                                                         | Gérard Jugnot                         | França, Espanha                       | Comédia, Drama, Histórico       | Gérard Jugnot, Bernard Le Coq, Juan Diego, Assaad Bouab, Stéphane Debac, Saïda Jawad                                    | Em 1557, o costureiro do rei vai até a Espanha para fazer o vestido de casamento para a filha de um nobre                                                          |
| Rückenwind                                                           | Jan Krüger                            | Alemanha                              | Drama                           | Sebastian Schlecht, Eric Golub, Iris Minich, Denis Alevi, Rainer Winkelvoß, Bianca Wiedersich                           | Um jovem casal gay procurando refúgio no campo conhecem uma mãe solteira vivendo com seu filho adolescente em uma fazenda                                          |
| Running on Empty Dreams                                              | Nitara Lee Osbourne                   | EUA                                   | Drama, Romance                  | Kathleen Benner, Rachel Owens, Jose Rosete, Wil Rillero                                                                 | Uma mulher casada se apaixona por uma mãe solteira |
| Sabor tropical                                                       | Jorge Ameer                           | Panamá                                | Drama, Suspense                 | Matthew Leitch, Jose Rosete, Jorge Ameer, Jean Carlos London, Torie Tyson                                               | Um americano vai celebrar o Carnaval no Panamá e acaba em situações desesperadoras                                                                                 |
| Sagwan                                                               | Monti Parungao                        | Filipinas                             | Drama                           | Ryan Dungo, Dennis Torres, Matina Wilson, Monti Parungao                                                                | Um jovem de um vilarejo rural tem seu amadurecimento sexual complicado por um segredo de família sombrio                                                           |
| Saturn Returns                                                       | Lior Shamriz                          | Israel                                | Drama                           | Chloe Griffin, Tal Meiri, Heinz Emigholz, Susanne Sachße, Ayelet Albenda, Joshua Bogle                                  | [ 192 ] |
| The Satyr of Springbok Heights                                       | Robert Silke                          | África do Sul                         | Comédia, Drama                  | Aldo Cupido, Nicole Franco, Annelie Rode, Nicholas Spagnoletti, Victoria Caballaire, Dane Bezuidenhout                  | Mocumentário surreal que segue uma estranha comunidade na Cidade do Cabo                                                                                           |
| Seng Ped (เซ็งเป็ด)                                                    | Sarawut Intaraprom                    | Tailândia                             | Comédia, Romance, Drama         | Atiwat Lamgul, Intira Ketworasoontorn, Nattapol Nillapoom                                                               | Após terminar com a namorada, um homem rejeita o amor de um colega de trabalho, mas começa a ter sentimentos por ele                                               |
| The September Issue                                                  | R.J. Cutler                           | EUA                                   | Documentário                    | Anna Wintour, Grace Coddington, André Leon Talley, Hamish Bowles, Tonne Goodman, Sienna Miller                          | Segue as preparações da editora de moda da Vogue Anna Wintour para a edição de outono de 20007                                                                     |
| Shank                                                                | Simon Pearce, Christian Martin        | Reino Unido                           | Drama                           | Wayne Virgo, Marc Laurent, Alice Payne, Tom Bott, Garry Summers                                                         | As vidas de três estranhos separados por dinheiro, status social, e sexualidade se colidem                                                                         |
| Shouting Fire: Stories from the Edge of Free Speech                  | Liz Garbus                            | EUA                                   | Documentário                    | Martin Garbus, Liz Garbus, Ken Starr, Jack M. Sleeth, Eric Foner                                                        | Uma análise sobre as mudanças na interpretação da Primeira Emenda da Constituição dos EUA a partir de 11 de Setembro de 2001                                       |
| Shunned                                                              | Igal Hecht                            | Canadá                                | Documentário                    | | Sobre a luta da comunidade LGBT palestina |
| A Single Man                                                         | Tom Ford                              | EUA                                   | Drama                           | Colin Firth, Julianne Moore, Nicholas Hoult, Matthew Goode, Jon Kortajarena                                             | |
| A Siren in the Dark                                                  | Laura Reilly, Steven Vasquez          | EUA                                   | Mistério, Drama, Suspense       | Orion Cross, James Townsend, David Beutler, Jason Dodds, Kyle Lankins, Donna Michelle                                   | Um policial com habilidade psíquicas entrevista um jovem para descobrir o paradeiro do namorado desaparecido deste                                                 |
| Sleep with Me                                                        | Marc Jobst                            | Reino Unido                           | Drama                           | Adrian Lester, Jodhi May, Anamaria Marinca, Adam James, Justine Mitchell, Kevin Doyle                                   | Marido e mulher tem seu casamento comprometido quando uma francesa entra em suas vidas                                                                             |
| Sœur Sourire                                                         | Stijn Coninx                          | Bélgica, França                       | Biográfico, Drama               | Cécile de France, Sandrine Blancke, Jan Decleir, Johan Leysen, Chris Lomme, Marie Kremer                                | A história da cantora e freirabelga Jeannine Deckers |
| Somewhere I Have Never Traveled (帶 我 去 遠方)                      | Fu Tian-yu                            | Taiwan                                | Drama                           | Austin Lin, Yu Shin, Li Yung-Feng, Lin Mei-hsiu, Mei Fang, Wasir Chou                                                   | |
| Soundless Wind Chime (無聲風鈴)                                      | Hung Wing Kit                         | Hong Kong, China, Suíça               | Drama                           | Lu Yu Lai, Bernhard Bulling, Marie Omlin, Gilles Tschudi, Ruth Schwegler, Wella Zhang                                   | |
| St Trinian’s 2: The Legend of Fritton’s Gold                         | Barnaby Thompson, Oliver Parker       | Reino Unido                           | Aventura, Comédia               | Talulah Riley, Rupert Everett, Gemma Arterton, David Tennant, Colin Firth, Jodie Whittaker                              | trad. Escola para Garotas Bonitas e Piradas 2 Continuação do filme de 2007                                                                                         |
| Status: Single                                                       | Jose Javier Reyes                     | Filipinas                             | Comédia, Romance                | Rufa Mae Quinto, Paolo Contis, Alfred Vargas, Rafael Rosell, Jon Avila, Mark Bautista                                   | [ 203 ] |
| Straight                                                             | Parvati Balagopalan                   | Índia                                 | Comédia, Musical, Drama         | Vinay Pathak, Gul Panag, Ketki Dave, Siddharth Makkar, Achla Sachdeva, Anuj Chaudhary                                   | Após ser rejeitado por sua noiva, um homem pensa ser gay |
| Straightlaced: How Gender's Got Us All Tied Up                       | Debra Chasnoff                        | EUA                                   | Documentário                    | | Mostra as complexidades das ideias de masculinidade e feminilidade pelos olhos de adolescentes e jovens adultos                                                    |
| Strella                                                              | Panos H. Koutras                      | Grécia                                | Drama                           | Mina Orfanou, Yiannis Kokiasmenos, Minos Theoharis, Betty Vakalidou, Akis Ioannou, Argiris Kavidas                      | Um ex-presidiário procura por seu filho e se apaixona por uma jovem prostituta trans                                                                               |
| Stuck!                                                               | Steve Balderson                       | EUA                                   | Drama                           | Karen Black, Susan Traylor, Jane Wiedlin, Mink Stole                                                                    | Uma jovem é presa depois de ser acusada de assassinar um vizinho que se matou                                                                                      |
| Surprise, Surprise                                                   | Jerry Turner                          | EUA                                   | Drama                           | Travis Michael Holder, Deborah Shelton, John Brotherton                                                                 | Uma estrela da TV no armário e seu namorado cadeirante são surpreendidos por uma visita do filho homofóbico do primeiro                                            |
| Swimming with Lesbians                                               | David B. Marshall                     | EUA                                   | Documentário                    | Madeline Davis | Os esforços de uma comunidade de Nova Iorque de criar um arquivo de história LGBT                                                                                  |
| Taking Woodstock                                                     | Ang Lee                               | EUA                                   | Comédia, Drama                  | Demetri Martin, Imelda Staunton, Henry Goodman, Liev Schreiber, Jonathan Groff, Eugene Levy                             | |
| Takumi-kun Series: Nijiiro no garasu (タクミくんシリーズ 虹色の硝子) | Takeshi Yokoi                         | Japão                                 | Drama, Romance                  | Hamao Kyosuke, Watanabe Daisuke, Takiguchi Yukihiro, Takahashi Yuuta, Hosogai Kei, Hiyori Yuki                          | Baseado no romance homônimo de Shinobu Gotoh, continuação do fime de 2007                                                                                          |
| Toda la gente sola                                                   | Santiago Giralt                       | Argentina                             | Drama, Comédia                  | Lola Berthet, Luciano Castro, Érica Rivas, Alejandro Urdapilleta, Elías Viñoles, Mónica Villa                           | As vidas dos cidadãos de uma cidade pequena se entrelaçam quando um padre visita o local                                                                           |
| The Topp Twins: Untouchable Girls                                    | Leanne Pooley                         | Nova Zelândia                         | Documentário                    | Jools Topp, Paul Horan, Jean Topp, Peter Topp, Bruce Topp, Don McGlashan                                                | Sobre as Topp Twins, uma dupla lésbica de comédia musical |
| Training Rules                                                       | Dee Mosbacher, Fawn Yacker            | EUA                                   | Documentário                    | Cindy Davies, Lisa Faloon, Christine Gulas                                                                              | Examina como os esportes universitários femininos ainda praticam a homofobia                                                                                       |
| Travel Queeries                                                      | Elliat Graney-Saucke                  | Alemanha                              | Documentário                    | | Examina a cultura, arte, e ativismo queer radical na Europa contemporânea                                                                                          |
| Trip                                                                 | Florina Titz                          | Romênia                               | Drama                           | Marian Adochitei, Laura Iancu, Lacramioara Muscaliuc, Dragos Stefan, Dan Telehoi, Mirela Ungureanu                      | Cinco jovens escapam das pressões da realidade em viagens mentais                                                                                                  |
| True Adolescents                                                     | Craig Johnson                         | EUA                                   | Comédia                         | Mark Duplass, Melissa Leo, Bret Loehr, Carr Thompson, Emma Dumont, Lilly Perreault                                      | Um músico desempregado fica na casa de sua irmã tem que levar seu sobrinho e um amigo deste para acampar                                                           |
| Two Spirits                                                          | Lydia Nibley                          | EUA                                   | Documentário                    | | Sobre o assassinato de um adolescente navajo dois-espíritos |
| U People                                                             | Olive Demetrius, Hanifah Walida       | EUA                                   | Documentário                    | | Segue 30 mulheres e pessoas trans de cor do Brooklyn por 2 dias |
| El último verano de La Boyita                                        | Julia Solomonoff                      | Argentina, Espanha, França            | Drama                           | Guadalupe Alonso, Nicolás Treise, Mirella Pascual, Gabo Correa, María Clara Merendino                                   | trad. O Último Verão da Boyita |
| Il vento e le rose                                                   | Elisa Bolognini                       | Itália, Japão                         | Drama, Romance                  | Kyôko Kanô, Maria Cocchiarella Arismendi, Alessandro Calabrò, Raffaella Panichi                                         | Uma mulher japonesa rica e interessante visita um pequeno vilarejo italiano e conhece uma jovem comprometida                                                       |
| Veselchaki (Весельчаки)                                              | Felix Mikhailov                       | Russia                                | Comédia                         | Ville Haapasalo, Danila Kozlovsky, Ivan Nikolayev                                                                       | Seis drag queens são entrevistadas por um repórter |
| Viaje redondo                                                        | Gerardo Tort                          | México                                | Drama                           | Teresa Ruiz, Cassandra Ciangherotti, Gina Moretti, Octavio Castro, Felipe de Lara, Mary Paz Mata                        | Duas jovens se encontram ao tentar cruzar a fronteira para os EUA                                                                                                  |
| Villalobos                                                           | Romuald Karmakar                      | Alemanha                              | Documentário                    | Ricardo Villalobos | Sobre o DJ chileno Ricardo Villalobos |
| Viola di mare                                                        | Donatella Maiorca                     | Itália                                | Romance, Drama                  | Valeria Solarino, Isabella Ragonese, Ennio Fantastichini, Giselda Volodi, Maria Grazia Cucinotta, Marco Foschi          | trad. Viola do Mar A história de amor entre duas mulheres na Sicília do século XIX                                                                                 |
| Walang Hanggang Paalam                                               | Paolo Villaluna, Ellen Ramos          | Filipinas                             | Drama                           | Lovi Poe, Jacky Woo, Jake Roxas, Joem Bascon, Ricardo Cepeda                                                            | [ 225 ] |
| The War Boys                                                         | Ronald Daniels                        | EUA                                   | Drama                           | Benjamin Walker, Victor Rasuk, Brian J. Smith, Peter Gallagher, Micaela Nevárez, Teresa Yengue                          | Baseado na peça homônima de Naomi Wallace[carece de fontes?] |
| Waxie Moon                                                           | Wes Hurley                            | EUA                                   | Documentário                    | Marc Kenison | Centrado na performer burlesca treinada em Juilliard, Waxie Moon                                                                                                   |
| We Are the Mods                                                      | E.E. Cassidy                          | EUA                                   | Drama                           | Melia Renee, Mary Elise Hayden, Lance Drake, Najarra Townsend, Philip Rodriguez                                         | Uma adolescente lésbica com uma paixão por fotografia conhece outra garota excluída da sociedade escolar                                                           |
| What's in a Name                                                     | Eva Küpper                            | Bélgica                               | Documentário                    | Rose Cory | A história do artista de performance nova-iorquino Jon Cory |
| What's the Name of the Dame?                                         | Allan Neuwirth                        | EUA                                   | Documentário                    | Benny Andersson, Christine Baranski, Brooks Braselman, Joseph Causey, Frank DeCaro, Don DiLego                          | Examina a interseção entre a arte drag e ABBA |
| Wild About Harry                                                     | Gwen Wynne                            | EUA                                   | Drama                           | Tate Donovan, Adam Pascal, Danielle Savre, Skye McCole Bartusiak, Josh Peck, Susan Anspach                              | Duas irmãs lidam com a saída do armário de seu pai viúvo em 1973                                                                                                   |
| Wrecked                                                              | Bernard Shumanski, Harry Shumanski    | EUA                                   | Drama, Romance                  | Forth Richards, Benji Crisnis, Jake Casey, Womack Daryl, Peter Petersen                                                 | Um aspirante a ator decide aceitar morar com seu instável ex-namorado e este compartilha cama e mesa com outro ex-namorado                                         |
| Yong jiu ju liu (永久居留)                                           | Scud                                  | Hong Kong                             | Drama                           | Sean Li, Osman Hung, Jackie Chow Tak Bong, Lau Yu Hong, Eva Lo                                                          | Também conhecido como Permanent Residence Um jovem obcecado com a morte procura um relacionamento com seu amigo hétero                                             |
| Zamiana                                                              | Konrad Aksinowicz                     | Polônia                               | Comédia                         | Grażyna Wolszczak, Piotr Gąsowski, Joanna Liszowska, Krzysztof Tyniec, Cezary Harasimowicz, Malwina Buss                | [ 233 ] |
| Złoty środek                                                         | Olaf Lubaszenko                       | Polônia                               | Comédia, Romance                | Anna Przybylska, Szymon Bobrowski, Robert Gonera, Edward Linde-Lubaszenko, Cezary Pazura, Paweł Wilczak                 | [ 234 ] |
| ZMD: Zombies of Mass Destruction                                     | Kevin Hamedani                        | EUA                                   | Terror, Comédia                 | Jake Gear, Bill Johns, Sydney Sweeney, James Mesher, Russell Hodgkinson, Brendon Ryan Barrett                           | Pessoas pacatas vivendo em uma pequena cidade em uma ilha tem que enfrentar uma horda zumbi                                                                        |
| Zhi tongzhi (誌同志)                                                 | Zi’en Cui                             | China                                 | Documentário                    | | Também conhecido como Queer China, mostra as mudanças na comunidade LGBT chinesa nos últimos 80 anos                                                               |
| Zoufalci                                                             | Jitka Rudolfová                       | República Checa                       | Comédia, Drama                  | Simona Babcáková, Zuzana Onufráková, Václav Neuzil, Pavlína Storková, Jakub Zácek, Michal Kern                          | Seis adolescentes abandonaram a sua cidade natal para ir a Praga                                                                                                   |
| Život i smrt porno bande                                             | Mladen Đorđević                       | Sérvia                                | Aventura, Drama, Terror         | Mihajlo Jovanović, Ana Aćimović, Predrag Damnjanović, Radivoj Knežević, Srboljub Milin, Natasa Miljuš                   | trad. Vida e Morte de uma Gangue Pornô Um jovem cineasta e um diretor pornô criam um show itinerante de cabaré                                                     |